# Francesco Chiesa (presbitero)
Francesco Chiesa (Montà, 2 aprile 1874 – Alba, 14 giugno 1946) è stato un presbitero italiano, direttore spirituale del beato Giacomo Alberione e suo consigliere nella creazione della Famiglia Paolina.

## Biografia
Nato a Montà, comune in provincia di Cuneo, fu una delle personalità più significative della diocesi di Alba nella prima metà del XX secolo. Venne ordinato sacerdote l'11 ottobre 1896, si laureò nel 1897 in teologia a Genova, in diritto canonico e civile nel 1900 a Torino e in filosofia nel 1901 a Roma.
Nel suo ministero sacerdotale si distinse per la dedizione ai poveri e agli ammalati.
Dal 1900 fu direttore spirituale del teologo Giacomo Alberione e lo consigliò nella fondazione della Società San Paolo, tanto da esserne considerato il cofondatore.

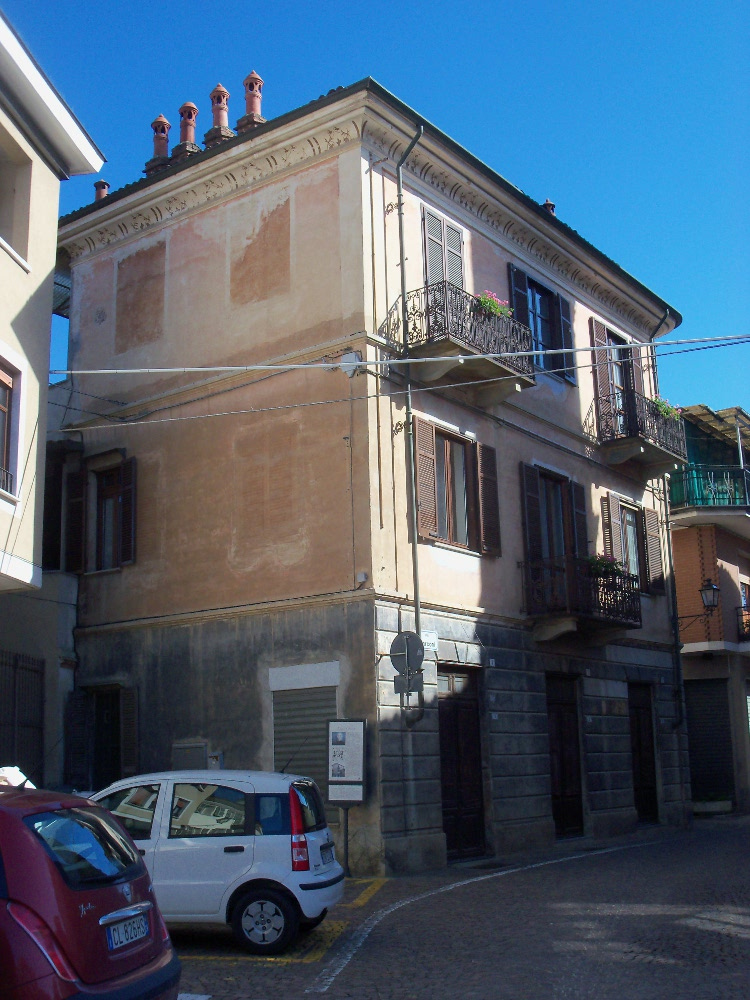
La casa dove nacque Francesco Chiesa

Nel 1913 fu nominato parroco-canonico della chiesa dei Santi Cosma e Damiano in Alba e nel 1933, alla morte del vescovo di Alba monsignor Re, venne nominato Amministratore apostolico della diocesi. Curò un'ampia produzione di libri e di pubblicazioni: dagli impegnativi trattati di teologia alle opere divulgative dirette a sacerdoti, seminaristi, educatori e laici.
Morì ad Alba il 14 giugno 1946. Inizialmente la salma fu messa nel cimitero della città, e il 3 novembre 1960 fu spostata nella chiesa di San Paolo della Famiglia Paolina. Il 23 maggio 1975 fu introdotta la causa per la beatificazione; l'11 dicembre 1987 papa Giovanni Paolo II promulgò il decreto riguardante le sue virtù eroiche e gli attribuì il titolo di venerabile.